# Eva Haraszti-Taylor
Eva Haraszti-Taylor (geboren 28. September 1923 in Miskolc; gestorben 29. Oktober 2005 in Budapest) war eine ungarisch-britische Historikerin.

## Leben
Éva Haraszti wuchs in einer bürgerlichen Familie auf und besuchte das protestantische Mädchengymnasium in Miskolc. Sie begann 1943 das Studium der Philologie (Latein, Griechisch, Geschichte) an der Universität Budapest. Nach Kriegsende ging sie 1947 nach London und forschte über den britischen Politiker Palmerston und seine Haltung zur ungarischen Revolution von 1848. In London hatte sie ein Zimmer bei der Familie des Architekten Ernő Goldfinger in dessen Haus 2 Willow Road. 1949 kehrte sie in das nunmehr kommunistische Ungarn zurück und erhielt eine Stelle als Historikerin am Institut für Geschichte der Ungarischen Akademie der Wissenschaften (MTA). In dieser Stelle konnte sie sich halten, auch wenn sie nicht der Kommunistischen Partei beitrat und als Bürgerliche und Wissenschaftlerin mit Kontakten zur kapitalistischen Welt angefeindet wurde. Sie heiratete 1951 den Kommunisten Vilmos Hudecz, der im Außenhandelsministerium beschäftigt war. Sie hatten zwei Kinder. Hudecz starb allerdings schon mit 44 Jahren im Jahr 1969.
1960 traf sie bei einer Historiker-Konferenz in Budapest erstmals den britischen Historiker Alan John Percivale Taylor (1906–1990). 1976 heirateten sie in Budapest, 1978 zog sie zu ihm nach Kentish Town in London, und sie spielte die Rolle der Ehefrau und Pflegerin eines in der britischen Öffentlichkeit prominenten Historikers. Taylor erkrankte an der Parkinson-Krankheit und musste ab 1987 in einem Pflegeheim versorgt werden.
Haraszti-Taylor kümmerte sich um Taylors schriftlichen Nachlass und sorgte für die Übersetzung seiner Werke ins Ungarische. Sie führte ein Tagebuch und veröffentlichte daraus mehrere autobiografische Bücher. Sie nahm ihre wissenschaftliche Arbeit wieder auf und veröffentlichte Studien und Aktenausgaben zur britisch-ungarischen Geschichte. Sie lebte in Kentish Town und Budapest.

## Schriften (Auswahl)
- A chartista mozgalom. Budapest: Kossuth Könyvkiadó, 1967
- Szerződésszegők : Az angol-német flottaegyezmény, 1935. június. Budapest: Akadémiai Kiadó, 1972
  - Treaty-breakers or "Realpolitiker"? : the Anglo-German naval agreement of June 1935. Übersetzung von Sándor Simon. Beratung Eric Waldman. Boppard: Boldt, 1974
- The invaders : Hitler occupies the Rhineland. Übersetzung aus dem Ungarischen von Zsófia László und Brian McLean. Budapest: Akadémiai Kiadó, 1983
- Michael Károlyi. A friend, in: Chris Wrigley (Hrsg.): Warfare, diplomacy and politics : essays in honour of A. J. P. Taylor.  London: Hamilton, 1986, S. 231–246
- A life with Alan : the diary of A.J.P. Taylor's wife, Eva from 1978 to 1985. London: Hamish Hamilton, 1987
- Kossuth as an English journalist. Aus dem Ungarischen von Brian McLean. Columbia University Press, 1990
- (Hrsg.): A. J. P. Taylor. Letters to Eva : 1969-1983. London: Century, 1991
- Horthy Miklós dokumentumok tükrében. Budapest: Balassi, 1993
- The Hungarian Revolution of 1956 : a collection of documents from the British Foreign Office. Nottingham: Astra Press, 1995
- Britain and the Hungarian Social Democrats, 1945-1956 : a collection of documents from the British Foreign Office.  Nottingham: Astra Press, 1996
- Choices and decisions : a life. London: E.H.T, 1997
- Britain and Hungary in the post-war years, 1945-51 : a parallel history in narrative and documents. Nottingham: Astra Press, 2000
- Scribble, scribble, scribble - : historical essays, documents, reviews and personal reflections on Britain and Hungary. Nottingham: Astra Press, 2001
- Hush, I became eighty : my diary for 2003. Nottingham: Astra, 2004.